# Ashley Rockwell
Ashley Rockwell est un personnage fictif, de la série québécoise Le cœur a ses raisons, interprété par Anne Dorval. Ashley est née le 1er avril 1975 à Saint-Andrews. Elle est infirmière diplômée, et la sœur jumelle de Criquette Rockwell. Elle est extrêmement naïve et illogique. Cependant, elle parvient à des conclusions très compliquées, à la suite de raisonnements complexes. Elle est fiancée au détective Peter Malboro, aux « méthodes peu orthodoxes », puis à son frère jumeau Pétèr après la mort de Peter.
Ashley est l'inventrice d'une thérapie permettant aux gens qui n'ont pas de bras d'en avoir. En effet, celle-ci n'a qu'à se placer derrière ladite personne et passer ses bras autour de son corps. Elle l'utilise afin d'aider Brad à retrouver une vie normale.